# 哈萊特·錢貝爾
哈萊特·錢貝爾（土耳其語：Halet Çambel；1916年8月27日—2014年1月12日）是土耳其考古学家，同时在1936年奥运会参加击剑项目，是第一位参加奥运会的穆斯林女性。在破解赫梯象形文字中起到重要作用。
錢貝爾于1916年8月27日出生于柏林，父亲是土耳其驻外武官，母亲是奥斯曼帝国一个大维齐尔的女儿。中学时艺术历史老师带她参观伊斯坦布尔的多个历史遗迹。同时她在此时学习击剑。1933-1939年在巴黎大学学习考古学。1944年博士毕业。此后在萨尔大学担任访问学者。2014年1月12日在伊斯坦布尔去世。